# Andrea Fedi
Andrea Fedi (Prato, 29 maggio 1991) è un ex ciclista su strada italiano, professionista dal 2013 al 2017.
Nel 2014 ha vinto il Premio per la fuga al Giro d'Italia e si è piazzato secondo al Grand Prix de Ouest-France, e nel 2016 si è aggiudicato il Trofeo Laigueglia. Dopo essere rimasto inattivo per tutta la stagione 2017, si è ritirato dall'attività nel settembre dello stesso anno a causa di problemi a un ginocchio.

## Palmarès
- 2011 (Team Hopplà-Truck Italia-Mavo Infissi-Valdarno Project Under-23, due vittorie)[3]

Trofeo Nesti e Nelli
Coppa 29 Martiri di Figline di Prato
- 2012 (Team Hopplà/Simaf Carrier-Wega-Truck Italia-Valdarno Under-23, due vittorie)[4]

Trofeo Tosco-Umbro
Coppa Città di San Daniele
- 2013 (Ceramica Flaminia-Fondriest, una vittoria)

3ª tappa Giro di Slovacchia (Liptovský Hrádok > Trenčín)
- 2016 (Southeast-Venezuela, una vittoria)

Trofeo Laigueglia

## Piazzamenti

### Grandi Giri
- Giro d'Italia

2014: 148º

### Classiche monumento
- Milano-Sanremo

2016: 22º
- Giro di Lombardia

2014: 74º
2016: ritirato